# Carl Axel Löwenhielm

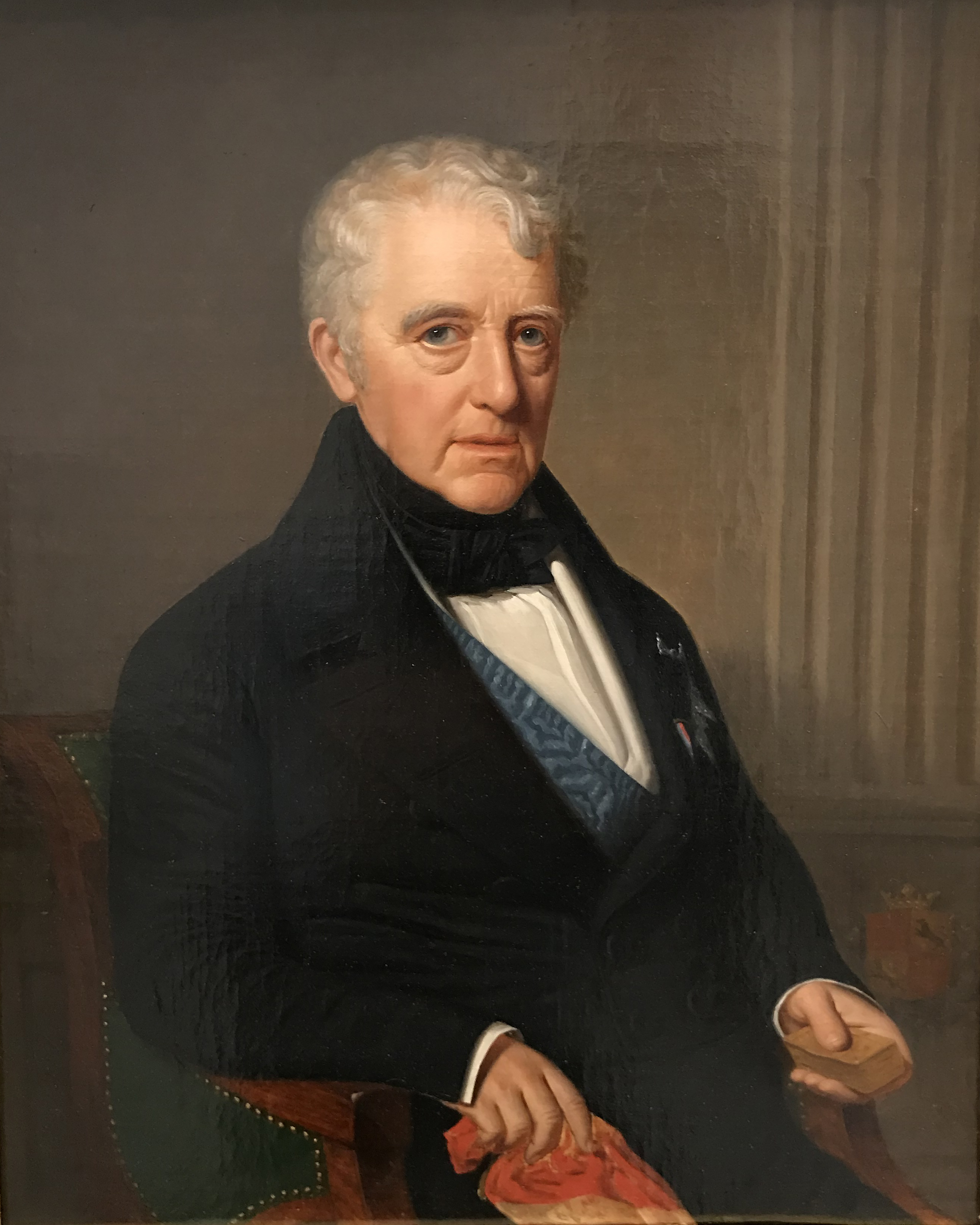
Carl Axel Löwenhielm

Carl Axel Löwenhielm (* 3. November 1772 in Stockholm; † 9. Juni 1861 ebenda) war ein schwedischer Graf, Militär, Diplomat und Minister (1822–1839). Er war der Unterhändler während des Wiener Kongresses, bei dem Schweden zwar Finnland und Schwedisch-Pommern abtreten musste, dafür aber Norwegen in Personalunion gewann.

## Herkunft
Löwenhielm entstammte der außerehelichen Beziehung von König Karl XIII. mit Augusta von Fersen, die mit dem Hofkanzler Fredrik Adolf Löwenhielm verheiratet war. Er war damit der Halbbruder von Generalleutnant Gustaf Löwenhielm.

## Leben
Löwenhielm nahm an den Kriegen in Finnland 1788–1790, in Pommern 1807, an der norwegischen Grenze und auf den Åland-Inseln 1809 teil. Bereits 1808 wurde er zum Oberstleutnant im Regiment Kronoberg befördert, 1811 übernahm er den Befehl über das Regiment Västergötland, wurde 1812 Generaladjutant und 1814 schließlich Generalmajor. Als Generalleutnant (1815) kommandierte er 1816 bis 1824 die 8. Infanterie-Brigade und im Jahre 1816 wurde er Oberster Kammerjunker am königlichen Hof.
Gleichzeitig begann seine diplomatische Tätigkeit, zunächst als Attaché in Konstantinopel, dann als Gesandter in Sankt Petersburg, von 1812 bis 1818. In Russland gelang es ihm am 5. April 1812, den wichtigen Vertrag zu schließen, der die Grundlage für die 1812-Politik festlegte, durch den sich Schweden Russlands Hilfe beim Erwerb Norwegens sicherte. Dann folgte er Kaiser Alexander I. während des Krieges gegen Napoleon in Russland, Deutschland und Frankreich (1812–1814) und nahm als Vertreter Schwedens an den Kongressen von Châtillon (1814) und Wien (1814–1815) teil.
Nach der Thronbesteigung von König Karl XIV. Johann aus dem Hause Bernadotte 1818 wurde er 1819 Präsident des Kriegskabinetts. Von 1822 bis 1839 gehörte er als Minister dem Kabinett an, bis er aufgrund seines Alters und wegen Krankheit zurücktreten musste. 1825 bis 1826 fungierte er als Vorsitzender des Vorstands der Gefängnisse und Arbeitseinrichtungen im Königreich und war von 1838 bis zu seinem Tod Vorsitzender der Kommission für Staatliche Statistik.
Die Beisetzung erfolgte in der Löwenhielmschen Grabkapelle auf dem Klara Friedhof in Stockholm. König Karl XV. und seine Brüder folgten seinem Sarg am 12. Juni 1861.

## Ehrungen
- 1807 wurde er zum Mitglied der Akademie der Kriegswissenschaften gewählt.
- 1857 war er Gouverneur der Schlösser  Drottningholm und Svartsjö.
- Ritter des Königlichen Seraphinenordens
- Kommandeur des Schwertordens
- Ritter des Ordens Karls XIII., der Freimaurer vorbehalten ist

## Werke
- Om hypothek-föreningar och deras nytta med afseende på Sveriges nuvarande ställning. Stockholm. 1832. Libris 2889227
- Tillägg till skriften Om hypothek-föreningar och deras nytta, med afseende på Sveriges nuvarande ställning. Stockholm. 1832. Libris 2889229
- Om communal-styrelsen och penitentiär-systemet. Stockholm: Norstedt. 1839. Libris 541786
- Min lefvernes beskrifning. Stockholm: Hökerberg. 1923. Libris 1487375